# Private Dancer
Private Dancer es el quinto álbum de estudio de la cantante suiza Tina Turner, publicado el 29 de mayo de 1984, a través de la compañía discográfica Capitol Records. La grabación del álbum se llevó a cabo en varios estudios de Inglaterra, y fueron supervisadas por cuatro equipos de producción diferentes, incluidos Rupert Hine, Martyn Ware. 
Tras su exitoso paso por la formación Ike&Tina, que triunfó en los años sesenta y setenta, la artista estaba pasando por un difícil momento musical y personal, al separarse de su maltratador y por entonces productor y marido Ike Turner. Este disco supuso el punto de inflexión en su carrera, lanzándola de nuevo al estrellato.
El tema homónimo principal, que da su nombre al álbum, fue compuesto por el músico escocés Mark Knopfler (1949-) a principios de los años ochenta y descartado para el disco Love over gold.

## Canciones
| N.º | Título                          | Escritor(es)                                  | Duración |  |
| 1.  | «I Might Have Been Queen»       | Jeanette Obstoj, Rupert Hine, Jamie West-Oram | 4:10     |  |
| 2.  | «What's Love Got to Do with It» | Terry Britten, Graham Lyle                    | 3:49     |  |
| 3.  | «Show Some Respect»             | Britten, Sue Shifrin                          | 3:18     |  |
| 4.  | «I Can't Stand the Rain»        | Ann Peebles, Don Bryant, Bernard Miller       | 3:41     |  |
| 5.  | «Private Dancer»                | Mark Knopfler                                 | 7:11     |  |
| 6.  | «Let's Stay Together»           | WWillie Mitchell, Al Green, Al Jackson, Jr.   | 5:16     |  |
| 7.  | «Better Be Good to Me»          | Holly Knight, Nicky Chinn, Mike Chapman       | 5:10     |  |
| 8.  | «Steel Claw»                    | Paul Brady                                    | 3:48     |  |
| 9.  | «Help!»                         | John Lennon, Paul McCartney                   | 4:30     |  |
| 10. | «1984»                          | David Bowie                                   | 3:09     |  |

## Posicionamiento en listas
| País (Lista 1984)                       | Mejor posición |
| --------------------------------------- | -------------- |
| Alemania (GfK Entertainment Charts)     | 2              |
| Australia (Kent Music Report)           | 7              |
| Canadá (RPM)                            | 2              |
| Estados Unidos (Billboard 200)          | 3              |
| Estados Unidos (Top R&B/Hip-Hop Albums) | 1              |
| Europa (European Top 100 Albums)        | 1              |
| Finlandia (Suomen virallinen lista)     | 5              |
| Nueva Zelanda (RMNZ)                    | 2              |
| Reino Unido (UK Albums Charts)          | 2              |
| Suecia (Sverigetopplistan)              | 3              |
| Suiza (Schweizer Hitparade)             | 3              |